# Friedrich Heinrich Karl Bobzin
Friedrich Heinrich Karl Bobzin (1826 –?) foi um artesão e revolucionário alemão que se tornou membro da Sociedade dos Trabalhadores Alemães em Bruxelas, em 1847. Ele participou na revolta de Baden-Palatinado de 1849. Juntamente com Struve, Bobzin chefiou os emigrantes da pequena burguesia em Londres.